# José Giménez Corbatón
José Ramón Giménez Corbatón (Zaragoza, 1952) es un novelista y profesor español.

## Biografía
Hijo de una familia de Ladruñán (Teruel), pasó toda su infancia en Zaragoza, ciudad que le vio crecer, en la zona del actual distrito de la Almozara, pero sin dejar de lado los parajes de Gúdar. Este contacto con la postguerra turolense hizo que las masadas se convirtieran en una constante en su obra literaria.
Licenciado en filología francesa por la Universidad de Zaragoza; dedicó su tesina doctoral en 1980 a Petrus Borel (1809-1859). Fue profesor de castellano en Bayona (Francia) en 1976/77, y también en la Universidad de Poitiers hasta 1980. En 1982 su relato Ave de Presa obtuvo un accésit en el Concurso Ciudad de Zaragoza (convocado por el Ayuntamiento de Zaragoza).
Continuó como profesor en un centro de enseñanza cerca de El Vendrell (Tarragona) desde 1981 hasta 2001, para luego trabajar de profesor de historia y literatura en el Instituto de Educación Secundaria Élaios, en la ciudad de Zaragoza. 
Ha escrito los libros El fragor del agua (1993), Tampoco esta vez dirán nada (1997), La fábrica de huesos (1999), El hongo de Durero (2001) y Licantropía. Itinerario de una novela (2008). Participó en los volúmenes colectivos Nuevas aventuras de Simbad el marino (1996), Homenaje a Casanova (1998) y Los hijos del Cierzo: Escritores aragoneses de hoy (1998).
Ha colaborado con el fotógrafo Pedro Pérez Esteban en varias ocasiones en los libros Cambriles (en colaboración con el Gobierno de Aragón a través del programa "Amarga Memoria"), Masada Signos o Un viaje por la sierra de Gúdar.
También publicó cuentos en las revistas Rolde, Laberintos, La expedición, Viento Sur, Trébede, La Duda, La Magia de Aragón y Turia. Tiene publicados artículos y críticas literarias en Artes & Letras, sección del periódico Heraldo de Aragón y en el Diario de Teruel; además sigue colaborando con la revista Quimera. Algunas de sus colaboraciones más relevantes son No se fusila en domingo, Triste, No se lo leas nunca, por favor, Orgasmo, Una mariposa de acero, Crespol: Mito y ausencia o Sin fecha de caducidad.
Hizo un breve debut como poeta con Diecinueve poemas en Riff-Raff: Revista de Pensamiento y Cultura. Entre otros trabajos, también ha traducido literatura francesa del siglo XIX a nuestro idioma: Aragón visto por un francés durante la I Guerra Carlista (de Gustave d’Alaux) en 1985, Tres textos de Petrus Borel en 1986, El obrero español (Aragón) (de Jacques Valdour) en 1988, Pirineístas franceses en el año 2000, y El crimen de los padres (de Michel del Castillo) en 2005; por la cual, esta última, fue seleccionado para el Premio Nacional de Traducción 2006. 
Sus libros se encuentran dentro de la red de bibliotecas del Instituto Cervantes.
Se le atribuye haber encontrado el testimonio del último superviviente de la sociedad secreta La Cueva (originaria de la guerra civil española). El CEMAT (Centro de Estudios del Maestrazgo Turolense) lo incluyó dentro del libro Mases y masoveros (2005) con el artículo El más, ámbito y objeto de la narración literaria.
Como escritor y profesor, ha participado en distintos programas de apoyo, como el Programa de Invitación a la Lectura del Departamento de Educación y Ciencia del Gobierno de Aragón (1994/95), por el que han pasado escritores como Arturo Pérez-Reverte, José Saramago o Rosa Regàs.
- Datos: Q5940071